# Helmut Oblinger

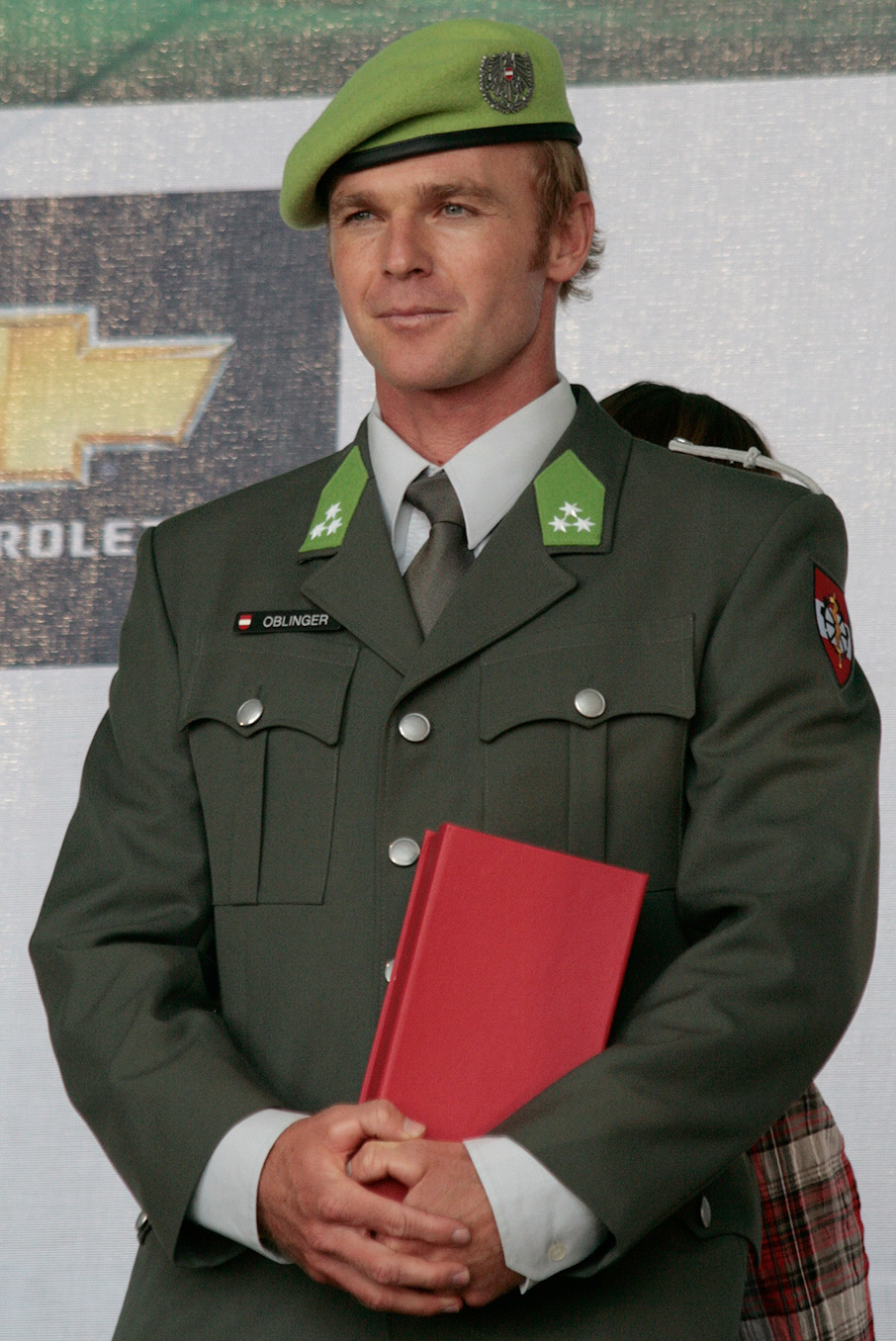
Helmut Oblinger als Heeressportler mit Dienstgrad Zugsführer (Wien 2009)

Helmut „Heli“ Oblinger (* 14. März 1973 in Schärding, Oberösterreich) ist ein österreichischer Kanute.

## Leben
Der in Schärding lebende Zeitsoldat war als Jugendlicher Mitglied im oberösterreichischen Skiteam, wechselte aber bald (beeinflusst durch seine Eltern) zum Kanuslalom. Nach einem 28. Rang im Einer-Kajak bei den Olympischen Spielen 1996 in Atlanta stellten sich ab 1998 mit einem zweiten Platz beim Weltcupfinale die ersten Erfolge ein. Bei den Olympischen Spielen 2000 in Sydney wurde Oblinger Vierter. Als Höhepunkte folgten eine WM- und vier EM-Medaillen. Nachdem er bei den Olympischen Spielen 2004 in Athen den 13. Platz belegt hatte, nahm Oblinger 2008 zum vierten Mal an Olympischen Spielen teil und wurde Siebter. Bei seinen fünften Olympischen Spielen 2012 in London belegte Oblinger den 8. Rang.
Helmut Oblinger ist mit der Kanutin Violetta Oblinger-Peters verheiratet und seit 2009 Vater eines Jungen. 2013 kam ihr zweiter gemeinsamer Sohn zur Welt.
Im Herbst 2016 wurde Oblinger zum Cheftrainer der österreichischen Nationalmannschaft ernannt.

## Erfolge
- Olympische Spiele: 8. Platz 2012 in London
- Olympische Spiele: 7. Platz 2008 in Peking
- Olympische Spiele: 4. Platz 2000 in Sydney
- Weltmeisterschaften: 3. Platz 2003 in Augsburg
- Europameisterschaften:
  - 1. Platz 2005 in Tacen
  - 2. Platz 2002 in Bratislava
  - 3. Platz 1996
  - 3. Platz 2012
- 14 Weltcupplatzierungen unter den Top 3
- Gesamtweltcup 3. Platz 2001, 2005 & 2008
- Weltranglistenerster 2001, 2005
- zahlreiche nationale Meistertitel

## Auszeichnungen
- 2006: Goldenes Verdienstzeichen der Republik Österreich